# Size Isn't Everything
«Size Isn't Everything» — двадцять другий альбом британсько-австралійського рок-гурту «Bee Gees». Випущений у 1993 році.

## Список композицій
1. «Paying the Price of Love» — 4:12
2. «Kiss of Life» — 4:14
3. «How to Fall in Love, Part 1» — 5:59
4. «Omega Man» — 3:59
5. «Haunted House» — 5:44
6. «Heart Like Mine» — 4:41
7. «Anything For You» — 4:36
8. «Blue Island» — 3:15
9. «Above and Beyond» — 4:27
10. «For Whom the Bell Tolls» — 5:06
11. «Fallen Angel» — 4:30
12. «Decadance» — 4:31